# عظم العانة
في الفقاريات، عظم العانة أو القُحقُح هو العظم الباطني والأمامي من العظام الثلاثة الرئيسية التي يتكون منها كل شطر من شطري الحوض.
وهو مغطى بطبقة من الدهون، والتي بدورها تكون مغطاة بـمنطقة العانة.
ويمكن تقسيم هذا العظم إلى الجسم والفرع العلوي والفرع السفلي.
تشكل منطقة الجسم خُمس الحق، لتساهم بسطحها الخارجي في كل من سطح العظم الهلالي والحفرة الحقية. ويدخل سطحها الداخلي في تكوين جدار الحوض الصغير ويكون بمثابة منشأ لجزء من السدادية الغائرة.
يكون عظم العانة لدى الإناث أمام الإسفنجة الإحليلية.
تلتقي عظمتا الوركين الأيمن والأيسر عند مفصل الارتفاق العاني.
العانة هي الحد السفلي لـالناحية العانية.

## في الديناصورات
ينقسم فرع الديناصورات الحيوي إلى سحليات الورك وطيريات الورك استنادًا إلى شكل هيكل الورك، بما في ذلك شكل هيكل العانة الذي يلعب دورًا مهمًا في ذلك.

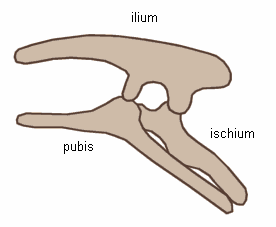
هيكل الحوض لدى طيريات الورك (الجانب الأيسر)
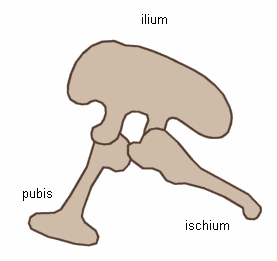
هيكل الحوض لدى سحليَّات الورك (الجانب الأيسر).
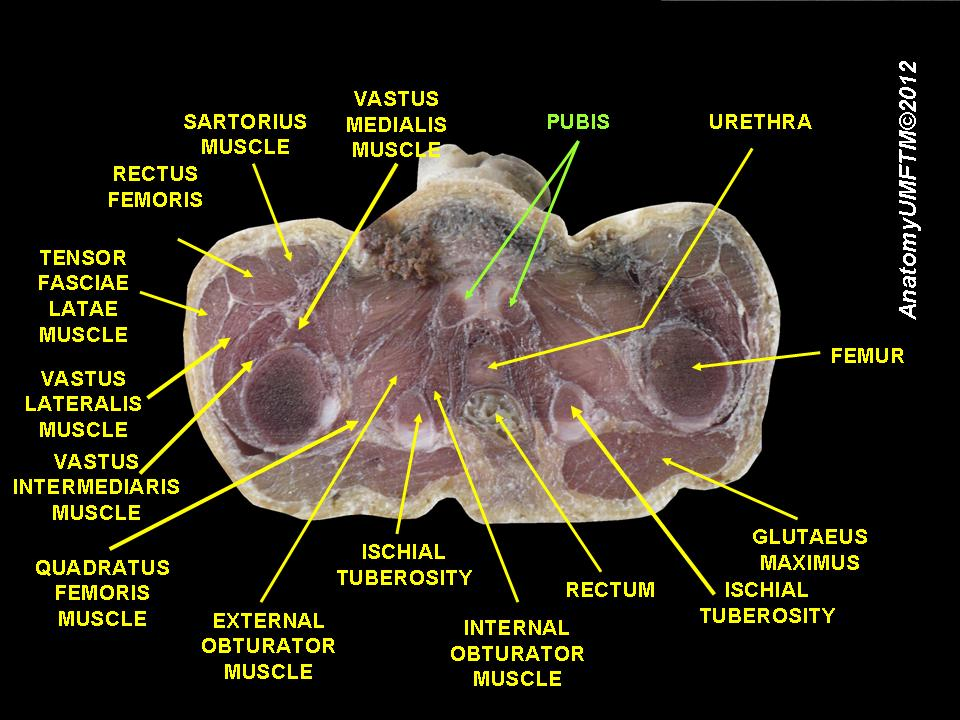
العانة

## صور إضافية

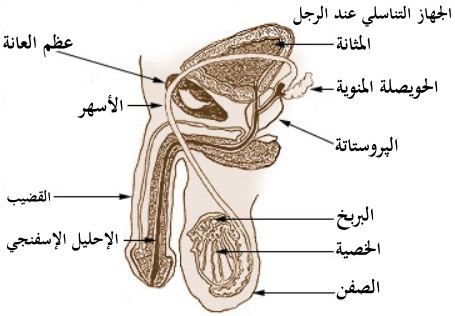
الجهاز التناسلي الذكري.
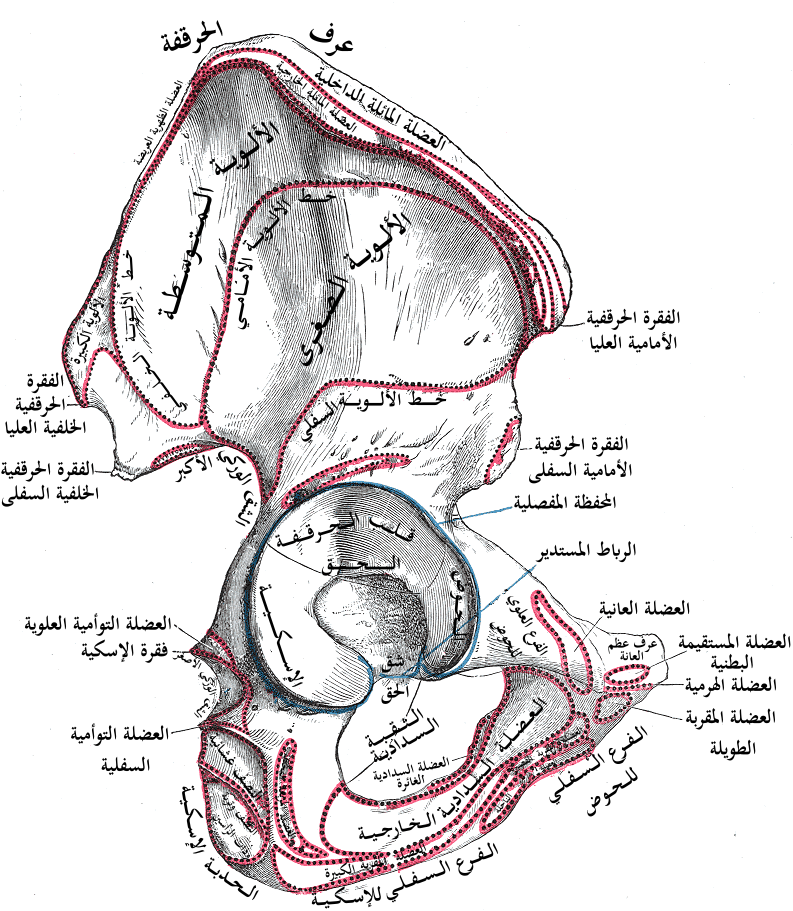
عظمة الورك الأيمن. السطح الخارجي.
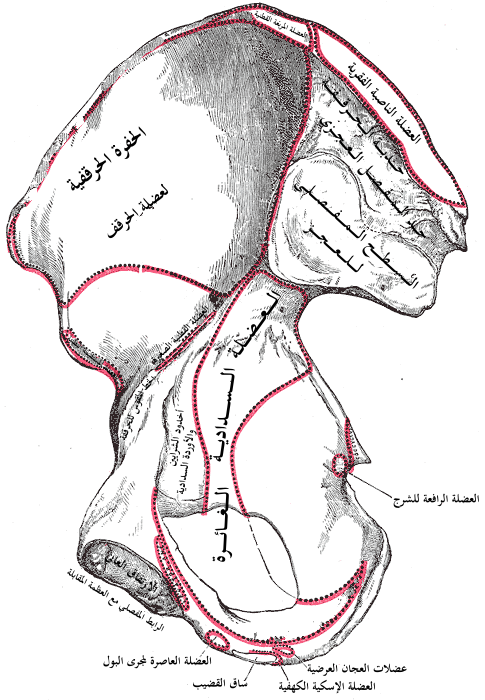
عظمة الورك الأيمن. السطح الداخلي.
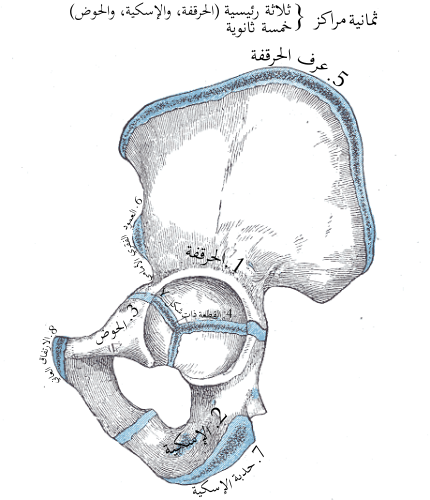
مخطط تكون عظمة الورك.
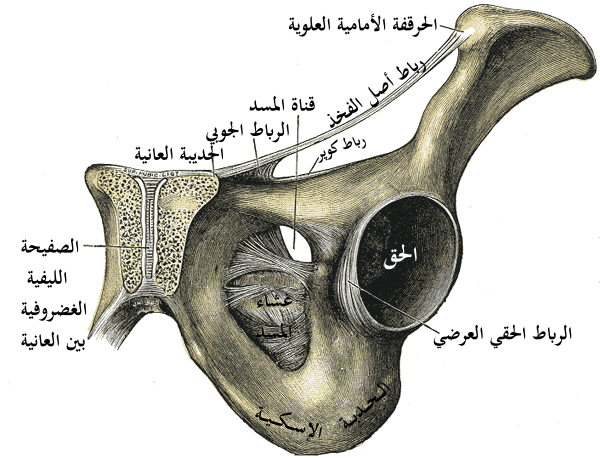
الارتفاق العاني يظهر من خلال مقطع تشريحي أمامي.
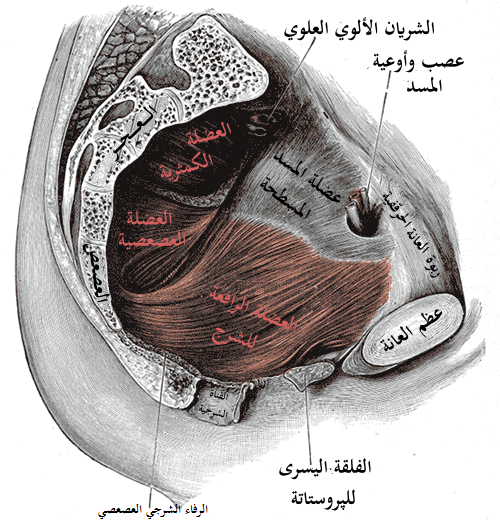
العضلة اليسرى الرافعة للشرج من الداخل.
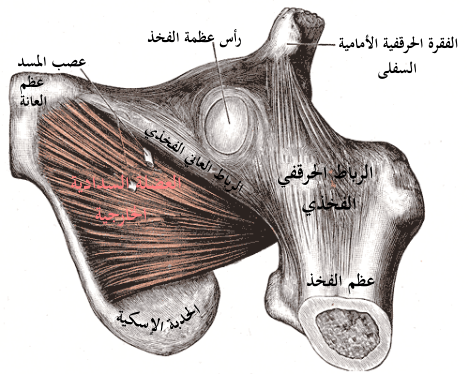
العضلة السدادية الخارجية.
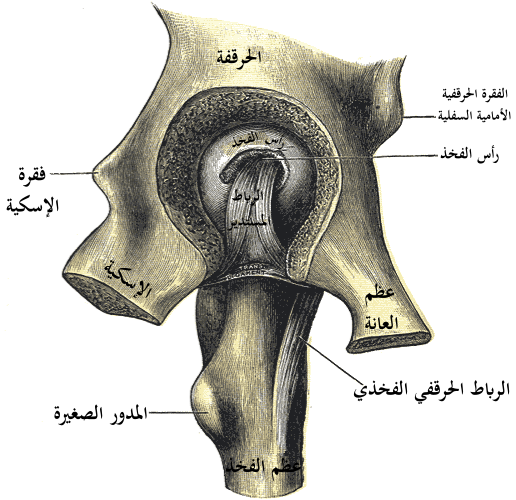
مفصل الورك الأيسر، مفتوح من خلال إزالة أرضية الحُق من داخل الحوض.
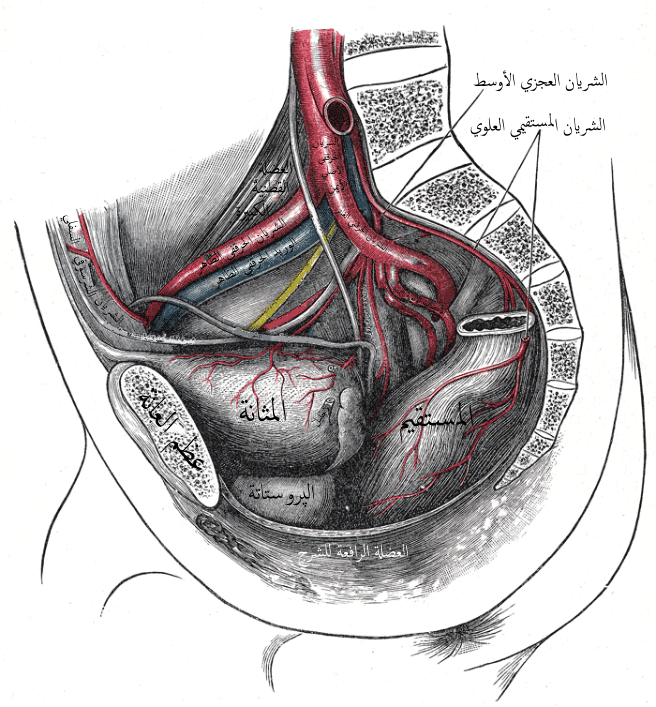
شرايين الحوض الذكري.
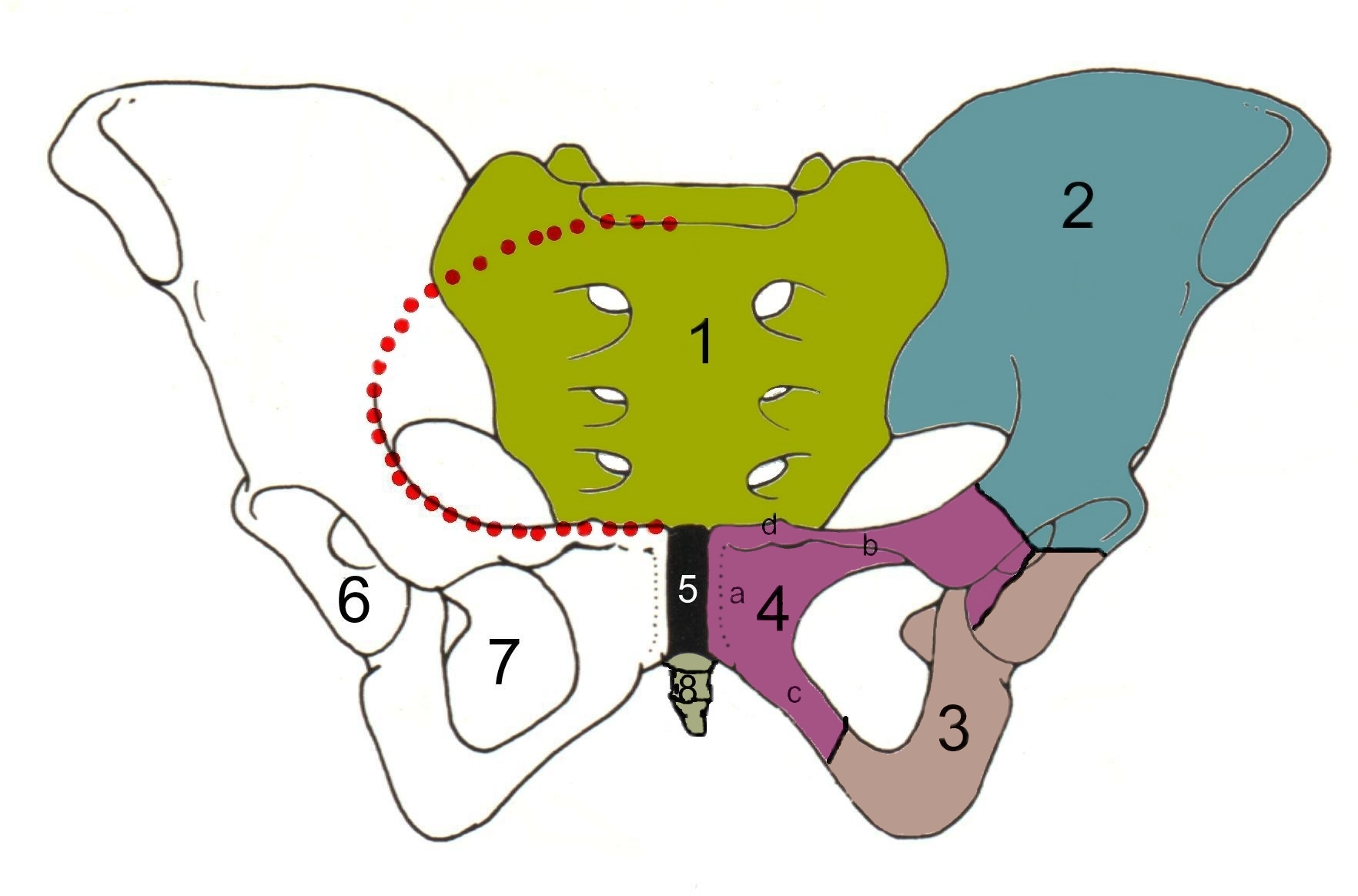
الحوض

## وصلات خارجية
- SUNY Labs 44:st-0713 - The Male Pelvis: Hip Bone